# Integralismo Lusitano
O Integralismo Lusitano (IL) designa um agrupamento sócio-político tradicionalista português e monárquico, activo e influente entre 1914 e 1932 que se opunha à Implantação da República Portuguesa, inclusivamente ao Estado Novo de Oliveira Salazar, à Monarquia Constitucional e Liberalismo.
Como movimento político advogava o tradicionalismo mas não o conservadorismo e era contra o parlamentarismo; em vez disso, favorecia a descentralização de poder, o municipalismo, o nacional sindicalismo, a Igreja católica e a monarquia tradicional ou orgânica.
Como doutrina política e social, surge numa época de aguda crise do Estado, fruto de outra mais profunda, a crise do Homem, e a sua primeira geração exerceu, assim, um esforço no sentido de definir o poder político e a sua actividade própria. De raiz humanista, era contrário a um nacionalismo fechado e totalitário; oposto ao nominalismo, era tradicionalista, e tinha um limite e uma regra, a doutrina católica sobre o Homem, daí estar aparentado ao catolicismo social.
No fim, o Integralismo Lusitano tinha como objetivo principal a restauração da grandeza perdida da Nação Portuguesa, escolhida por Deus para dilatar a Fé e o Império português. Com efeito, assim sustentou António Sardinha, em «Ao princípio era o Verbo»:
"O que se nos impõe é restituir à Pátria o sentimento da sua grandeza, — não duma grandeza retórica ou enfática, mas naturalmente, da grandeza que se desprende da vocação superior que a Portugal pertence dentro do plano providencial de Deus, como nação ungida para a dilatação da Fé e do Império. Dilatar a Fé e o Império equivale a sustentar o guião despedaçado da Civilização. Os motivos de luta e de apostolado que outrora nos levavam à Cruzada e à Navegação, esses motivos subsistem".
Contou entre os seus dirigentes mais destacados Hipólito Raposo, António Sardinha, Luís de Almeida Braga, Alberto Monsaraz, João Mendes da Costa Amaral, Pequito Rebelo e Francisco Rolão Preto. O velho Ramalho Ortigão chegou a aderir, com entusiasmo, ao movimento.
O grupo "Os Vencidos da Vida", do qual este último fazia parte, tinha no seu ideário o mesmo repúdio pelo parlamentarismo partidista (pela «partidocracia» como era por vezes dita) que levava a considerar que tinha sido a sua escola política e as pessoas que dele faziam parte com sendo os seus procederes e mestres, do Integralismo Lusitano aqui abordado.

## Doutrina
O seu ideário monárquico tradicionalista afirmava que não pretendiam voltar à monarquia liberal deposta em 1910 e que não aceitavam a república implantada na sua sequência e sim à governação da "res pública" por uma monarquia tradicional não absolutista.
A sua doutrina era assente nos princípios da monarquia orgânica, tradicionalista e antiparlamentar, baseada no poder pessoal do Rei, como Chefe de Estado ou Monarca, orientador da «função governativa suprema» e sempre no interesse do Bem-comum. O papel do monarca desdobrava-se nas funções executivas da «defesa diplomática e militar», da «gestão financeira geral» e da «chefia do poder judicial». Na outra face do poder, a descentralização assentava num sistema de reconhecimento dos corpos intermédios — corporações, sindicatos, famílias, paróquias, províncias, municípios. Quanto às questões espirituais, confiava-se na Igreja Católica como parceira privilegiada do poder político.
Apoiavam o rei deposto, D. Manuel II, embora recusassem o rotativismo dos Partidos ideológicos do final da Monarquia Constitucional, que designavam por "regime das oligarquias partidárias", pretendendo uma Monarquia assente na representação regionalista, municipalista e sindicalista, segundo as antigas tradições da Monarquia portuguesa. Nessa linha defendiam que os partidos políticos não deveriam ter poder de governação ou da administração pública do país, nem assento parlamentar, mas, eventualmente apenas um papel consultivo.
Desde a sua dissolução enquanto organismo político em 1932 (e até à actualidade) o Integralismo Lusitano tem sido sobretudo uma 'escola de pensamento' ou de ideias monárquicas, nacionalistas ou tradicionalistas, e patrióticas. Nomeadamente aquelas que se podem ler, bem vincadas e debatidas, protagonizadas nas várias publicações escritas por Mário Saraiva.

## História
Com origem entre os exilados católicos e monárquicos na Bélgica, em 1912, em torno uma revista de exilados, do qual faziam parte alguns dos seus fundadores, Rolão Preto e Domingos de Gusmão Araújo e Luís de Almeida Braga, foi inicialmente um movimento cultural em reacção contra ao anticlericalismo movido pela Primeira República.
No final desse mesmo ano de 1912, António Sardinha escrevia a comunicar-lhes a sua «conversão à Monarquia e ao Catolicismo — "as únicas limitações que o homem, sem perda de dignidade e orgulho, pode ainda aceitar". E abençoava "esta República trágico-cómica que (o vacinara) a tempo pela lição da experiência…".
Em Setembro de 1913, Sardinha, Hipólito Raposo e Alberto de Monsaraz juntaram-se-lhes na Figueira da Foz para cogitar e executar o projecto da Nação Portuguesa, uma revista de ideias e doutrina política. O primeiro número saiu em 8 de Abril de 1914, tendo como colaboradores, além dos fundadores, Mariotte, João do Amaral, José Pequito Rebelo, Simeão Pinto de Mesquita e Francisco Xavier Cordeiro.
Na mesma altura, o movimento tornou-se político incorporando republicanos desiludidos com a República, sendo formalmente constituído em Coimbra.
Publicaram um folheto intitulado "Aqui d’El Rei!", onde, pela primeira vez, se expuseram os seus fundamentos e em que apresentavam também as ideias da Action Française de Charles Maurras, incluindo o 'inquérito à juventude', célebre na sua versão francesa, e que era respondido na versão portuguesa.
Em 1915, os integralistas são projectados para a ribalta política ao realizarem um ciclo de conferências na Liga Naval, em Lisboa, alertando para o perigo do iberismos e da absorção de Portugal pelo Reino de Espanha. As conferências foram violentamente interrompidas, sendo essas instalações assaltadas e destruídas.
Com a entrada de Portugal na Grande Guerra, em 1916, transformaram-se de um movimento inorgânico numa organização política criando uma Junta Central bem como as suas organizações de ambito distrital e concelhio. Nessa altura, manifestaram obediência a D. Manuel II, reconheceram a importância da Aliança Luso-Britânica e clamaram pela mobilização dos portugueses.
A 2 de Fevereiro de 1917 saía o primeiro número do diário A Monarquia, um órgão doutrinário e crítico de intervenção quotidiana que vinha substituir a Nação Portuguesa.
Nessa altura, apogeu do Sidonismo, a organização política do IL esteve muito activa a favor deste, colaborando activamente no governo de Sidónio Pais. Nomeadamente no plano da reforma da Instrução Pública, tentado por impulso de Fidelino de Figueiredo, junto do Ministro Alfredo de Magalhães. Foram, por essa época, eleitos deputados três integralistas.
Como sublinha José Manuel Quintas, o propósito sidonista de acolher uma representação socioprofissional no Senado tinha para eles um “profundo significado político”: pôr termo ao monopólio da representação por intermédio dos 'partidos ideológicos' (regime parlamentar), permitindo a representação em câmara própria dos municípios, dos sindicatos de operários e das corporações, por exemplo, o que representaria, segundo eles, “um primeiro passo no sentido do restabelecimento da democracia orgânica da antiga Monarquia portuguesa”.
Após o derrube do governo Sidonista, na sequência do assassinato do próprio Presidente da República Sidónio Pais, chegaram à conclusão de que era chegado o momento de restaurar o Trono. Participaram então na Revolta de Monsanto e na Monarquia do Norte, em 1919. Vieram a desligar-se da obediência ao exilado D. Manuel II em 1920 na sequência da tentativa frustrada por várias formações e movimentos conservadores monárquicos, para instaraurem a restauração do trono. A ruptura entre o rei deposto pelo golpe da República havia dez anos (e exilado na Inglaterra Vitoriana) e os monárquicos do Integralismo Lusitano deu-se porque D. Manuel não respondeu ao apelo restauracionista que por eles lhe foi feito -- e se recusou a reorganizar as forças restauracionistas. Frustrado, o Integralismo Lusitano reconheceu então como legítimo herdeiro ao trono português o neto de D. Miguel I, Duarte Nuno de Bragança.
Por desse modo haver integralistas que não concordaram com aquela decisão do IL, veio a acontecer uma cisão interna que fez surgir a Acção Tradicionalista Portugueza.
Entretanto, o poeta Alberto d'Oliveira passa a dirigir o semanário integralista Acção Nacional (1921).
O Integralismo viria ainda a ter um papel destacado na preparação do golpe de Estado conhecido por Revolução do 28 de Maio de 1926, que conduziria à queda da Primeira República e à instauração por militares de uma auto-designada «Ditadura Nacional».
Depois do golpe militar de 1926 muitos membros apoiaram o governo então estabelecido, o que provocou no IL inúmeras dissidências e cisões: em 1927, afastaram-se do movimento José Maria Ribeiro da Silva, Pedro Teotónio Pereira, Manuel Múrias, António Rodrigues Cavalheiro, Marcelo Caetano e Pedro de Moura e Sá; Em 1929, ocorreu a ruptura definitiva de Teotónio Pereira e Marcelo Caetano com o movimento, com a dissolução do Instituto António Sardinha; em 1930, ocorreu a dissidência integral e definitiva de João do Amaral, cuja ruptura se iniciara já em 1927, com a criação do diário Ideia Nacional.
Em 1932 e na sequência da morte sem descendência de D. Manuel II, dissolveram-se enquanto organização política enquanto se dava a fusão de quase todos os monárquicos em torno da figura de Dom Duarte Nuno.
Victor Emanuel Vilela Barbuy (que não indica qualquer bibliografia ou fonte onde baseia suas afirmações) numa página identificada com uma denominada "Frente Integralista Brasileira", diz que o Salazarismo teria recebido "profunda influência" do Integralismo Lusitano e que Oliveira Salazar teria sido mesmo "um grande admirador do movimento integralista".
No entanto, e pelo contrário, vários foram os Integralistas Lusitanos que declararam oposição ao seu regime. Considerando o Estado Novo, do qual Salazar era o máximo dirigente, como um corporativismo 'de Estado' de inspiração fascista e, como tal, como uma falsificação grosseira das suas doutrinas de associação corporativa, das quais eram acérrimos defensores.
Inclusivé, para o provar, dois ex-membros da Junta Central do IL, Alberto Monsaraz e Rolão Preto, consumada a ruptura entre os principais líderes integralistas, diante da série de deserções e dissidências a que fizemos referência, Francisco Rolão Preto e Alberto de Monsaraz, suspendendo a reivindicação do Trono, organizaram em 1932 o Movimento Nacional-Sindicalista para combater o Estado Novo e a Ditadura, movimento que vem a ser proibido por Salazar em 1934. Além de terem desde a primeira hora recusado a Constituição de 1933, esses e outros destacados Integralistas participaram em algumas movimentações políticas e conspirativas durante a oposição a Salazar: o integralista Hipólito Raposo designará por "Salazarquia" o Estado Novo no livro Amar e Servir (1940), sendo o livro apreendido e o seu autor preso e deportado para os Açores; um outro Integralista, Pequito Rebelo, liderou uma lista de candidatos por Portalegre contra a União Nacional de Salazar; Luís de Almeida Braga e Francisco Rolão Preto integraram a candidatura oposicionista do general Humberto Delgado à presidência da República em 1958.
Nas décadas de 1930 e 1940 foram sendo endoutrinadas a terceira e a quarta geração do Integralismo Lusitano em torno de revistas como a Gil Vicente, dirigida por Manuel Alves de Oliveira, jornais como o Aléo, dirigido por Fernão Pacheco de Castro, e editoras como as Edições Gama, de Leão Ramos Ascensão, José Centeno Castanho,Fernando Amado e Dr. Bernardino Bormann.
Em 1945 foi criado o Centro Nacional de Cultura.
Na década de 1950, já estavam os jovens em condições de receber o legado Integralista por meio de uma reactualização doutrinária intitulada "Portugal Restaurado pela Monarquia". Por essa mesma época, surgiram novas publicações, como a revista 'Cidade Nova', de José Carlos Amado, Afonso Botelho e Henrique Barrilaro Ruas ou ainda jornais como 'O Debate' de António Jacinto Ferreira e Mário Saraiva.
Novamente um movimento, dos denominados "monárquicos independentes", reunindo parte das novas gerações formadas junto dos fundadores do Integralismo Lusitano, apresentarão o seu manifesto em 1957.
A sua actividade, enquanto movimento político, pode ser encontrado em Maio de 1969 quando é apresentado o manifesto 'Renovação Portuguesa com várias assinaturas de seus seguidores. Em 10 de Junho de 2002, um grupo de herdeiros do Integralismo Lusitano apresentou uma definição actualizada do seu ideário. 

## Lema
O lema do Integralismo Lusitano é: Nos liberi sumus, Rex noster liber est, manus nostrae nos liberverunt
("Nós somos livres, o nosso Rei é livre, as nossas mãos nos libertaram").
Era o chamado "grito de Almacave", pronunciado pelos povos representados nas Cortes de Lamego, simbolicamente identificado com a fundação do Reino de Portugal.

## Integralistas lusitanos
- Alberto Monsaraz
- António Sardinha
- Domingos de Gusmão Araújo
- Francisco Rolão Preto
- Henrique Barrilaro Ruas
- Hipólito Raposo
- Luís de Almeida Braga
- Mário Saraiva
- Pequito Rebelo
- Ramalho Ortigão